# Pauline Sériot
Pauline Sériot, née le 21 décembre 1882 à Rochefort et morte le 6 mars 1968 dans le 20e arrondissement de Paris, est un médecin français, figure politique féministe nationaliste de l'Action française.

## Biographie
Née en 1882, Pauline Sériot est la fille du général de brigade François Sériot (1845-1930). Elle préside l'association des étudiantes de l'Action française, association créée en 1921 et est dans le comité de patronage des Banquets médicaux d'Action française. Pauline Sériot donne des cours à l'Institut d'Action française, elle donne notamment une conférence sur le bailli de Suffren en 1929.
Elle est l'auteur d'une thèse de médecine sur les « effets nocifs du croisement des races sur la formation du caractère » (1918),. Voyageuse, Pauline Sériot donne une conférence en 1936 d'histoire et de géographie sur le Japon. Aussi, en juillet 1947, elle visite la léproserie de la Désirade en Guadeloupe. Elle décède en 1968, à l'âge de 86 ans.

## Un féminisme nationaliste
Le féminisme était le sujet de conversation préféré de Pauline Sériot. Elle adopte un raisonnement féministe dans sa correspondance avec le maître de son école de pensée Charles Maurras ou elle lui écrit notamment que « Jeanne d'Arc était nationaliste et féministe sans étiquette ! ».
Dans une de ses lettres, elle s'attaquait au mariage tel qu'il était alors aménagé par la législation. « Sous l'Ancien Régime, la femme n'était pas tenue de suivre son mari au-delà des frontières, on reconnaissait donc à sa prétendue personnalité le droit d'avoir une Patrie. De nos jours, elle n'a pas d'autre nationalité que celle de son mari ; s'il plaît à celui-ci de se faire boche (et il se peut qu'elle n'en sache rien) elle et ses enfants se trouvent boches ; vienne une guerre, même si révoltée la femme a quitté son mari, rien ne peut la débarrasser de sa nationalité boche (le divorce n'existant pas en Allemagne) et on la mettra dans un camp de concentration (J'en connais un cas). [...] Que cette situation soit fâcheuse, je le crois. Qu'il faille y porter remède avec sagesse, bien entendu. [...] C'est de l'esclavage antique. »,,.
Pauline Sériot n’était pas une figure isolée de l'Action française. Pierre Chardon, conférencière d’Action française dans les années 1930, classait les femmes royalistes dans la mouvance féministe (Féminisme de la tradition),. Parmi les féministes de l'Action française, on peut noter aussi Alice Lefebvre et Noël Francès (Henriette Ymbert).